# The Sims 2
The Sims 2 е стратегическа компютърна игра, симулираща реалния живот. Създадена е от Maxis и пусната в продажба от Electronic Arts през 2004 г. Играта е продължение на хитовата The Sims.
Играта запазва замисъла на първата част. Играчът контролира един или няколко персонажа, може да контролира заниманията им и да изгражда взаимоотношенията между тях. Играта няма точно определена крайна цел – геймплеят е с отворен край. Изпълнението на различни цели, желания или страхове може да доведе до положителни или отрицателни последствия. Почти всеки от персонажите в играта старее, като животът им може да надхвърли 90 игрови дни в зависимост от това, стремежите им доколко са изпълнени, и преминава през шест стадия (или възрасти). Въпреки че геймплеят не е линеен, съществуват предварително замислени от създателите на играта сюжети (storyline) в трите основни града – Плезънтвю (Pleasantview), Стрейнджтаун (Strangetown) и Веронавил (Veronaville). Действието в Плезънтвю се развива двайсет и пет години след това в градчето на The Sims, в Стрейнджтаун е основано върху свръхестественото и има малка връзка с Плезънтвю, а гражданите на Веронавил са замислени въз основа на герои от пиесите на Шекспир.
Играта е пусната в продажба на 14 септември 2004 г. за операционната система Windows, а на 17 юни 2005 г. – за macOS. Осем експанжъна и девет стъф пакета са издадени впоследствие. Допълнително са създадени и няколко конзолни версии. The Sims 2 се предлага на мобилни платформи от производители като Nokia, който предлага играта от Ovi Store. Продължението на играта, The Sims 3, излиза на пазара през юни 2009 г.
The Sims 2 е търговски успех – в рамките на 10 дни са продадени един милион копия, което е рекорд за времето си. Към 26 юли 2007 г. броят им надхвърля 13 милиона, а през месец април на 2008 г. е съобщено в официалния сайт на играта, че са продадени 100 милиона екземпляра от цялата поредица, в това число и The Sims. Играта е приета добре и от критиците и достига 90% одобрение от сайтове като Metacritic и GameRankings. Към март 2012 г. играта има продадени над 6 милиона екземпляра за настолен компютър и 13 милиона – за всички платформи, което я прави една от най-добре продаваните компютърни игри на всички времена.
Продължението, The Sims 3, е обявено от EA през ноември 2006 г. и излиза на пазара през юни 2009 г.
Продължението на третата част – The Sims 4 – е обявено от EA през януари 2014 г. и излиза през септември същата година.